# Calliandra tumbeziana
Calliandra tumbeziana är en ärtväxtart som beskrevs av James Francis Macbride. Calliandra tumbeziana ingår i släktet Calliandra och familjen ärtväxter. Inga underarter finns listade i Catalogue of Life.